# Gabriel Milan
Gabriel Milan (født 1631, død 26. marts 1689 i København, Danmark) var guvernør i Dansk Vestindien i fra 1684 til 1686.
Milan kom fra en velstående portugisisk adelsfamilie og som ung rejste han ud. I Amsterdam var han købmand og kom i kontakt med prins Jørgen af Danmark, hvor han blev hans bankier på hans udenlandsrejse i perioden 1667-70.
Han fik god kontakt med det danske hof, og Peder Schumacher Griffenfeld brugte ham i de følgende år til indkøber af juveler til dronningen og kunst til kongen. Milan blev i 1668 udnævnt til dansk faktor og i 1671 til generalfaktor i Amsterdam med hjælp fra Griffenfeld. Kort tid efter kom han på kant med den danske legation i Haag. På samme tid forværrede hans økonomiske situation sig, da han i stadig større udstrækning måtte forskudtere store beløb for den danske konge. Yderligere døde manden, som havde finansieret meget af hans personlige forbrug, hans svoger Josva Abensur.
I 1678 rejste han til København for at inddrive noget af det, kongen skyldte ham. Inddrivelsen af gælden gik langsomt, og Milan og hans familie led stor nød i de følgende år. Kongen udnævnte derfor Milan som guvernør i Dansk Vestindien i 1684 i stedet for at nedbetale gælden. På Sankt Thomas, som Dansk Vestindien bestod af den gang, førte han et meget strengt og tyrannisk regime overfor øens befolkning. Forgængeren i hans stilling, Adolph Esmit, havde han fået besked om at sende hjem til København, men han kastede ham i stedet i fængsel i et udpresningsforsøg. Til sidst blev klagerne over Milan så stærke, at koloniledelsen i 1686 kaldte ham hjem til København. Her blev han stillet for retten og dømt til Fortabelse af Ære, Liv og Gods i 1687, en dom som blev stadfæstet af Højesteret i 1689. Den 26. marts samme år blev Milan halshugget på Kongens Nytorv.